# Всегда говори «да»
«Всегда говори „да“» (англ. Yes Man) — кинокомедия 2008 года с участием Джима Керри по одноимённому роману Денни Уоллеса.

## Сюжет
Карл Аллен (Джим Керри) — нелюдимый человек, отвечающий на все жизненные вопросы «нет», очень плохо ладящий с окружающими. От него ушла жена, на работе он всегда отказывает клиентам банка в получении займов, а друзья постепенно теряют надежду вытащить его даже на свадьбу лучшего друга.
Встретив однажды бывшего одноклассника, Карл узнаёт о семинаре саморазвития под названием «Да — новый вид нет». Его организатор, эксцентричный Терренс, предлагает Карлу сделку: тот будет всегда и всему в жизни говорить только «да», и его жизнь изменится к лучшему — но за каждую попытку сказать «нет» судьба будет ему жестоко мстить. Едва выйдя с семинара, Карл встречает бездомного, просящего подвезти его до парка. Карл лишается зарядки аккумулятора на телефоне, бензина и всех денег из кошелька, так как не может сказать «нет», но в результате на заправке встречает симпатичную девушку Элисон на мотороллере (Зоуи Дешанель), предложившую подвезти его до машины. Они влюбляются друг в друга, и жизнь главного героя круто идёт в гору. Его повышают в должности — начав выдавать мелкие займы людям, остро нуждающимся в деньгах, Карл становится знаменитым, а банк популярным, он участвует в экстремальных видах спорта и различных авантюрах, учится всему, что ему предлагают — от корейского языка до управления самолётом, помогает друзьям и знакомым справиться с личными проблемами, а также спасает жизнь человеку и обретает море новых друзей.
Тем не менее, будучи не готовым к серьезным отношениям после разрыва с женой, он не может ответить «нет» Элисон, предложившей переехать к нему. Когда за Карлом приходят из ФБР — агенты ошибочно предположили, что Карл учит корейский, ходит на свидания с мусульманскими женщинами, водит самолёт и покупает билеты в последний момент, потому что готовит теракт — их устраивает объяснение о семинаре. Но Элисон, поняв, что на самом деле Карл ведет увлекательную жизнь из-за принуждения, а не по своей воле, решает, что и её он также не любит.
Решив расторгнуть соглашение с Терренсом, Карл непреднамеренно устраивает аварию, и в больнице Терренс сообщает ему: сделка не имеет никакой силы, кроме той, которую ей придал сам Карл. Суть его философии была в том, чтобы открыть новые возможности, но она не может лишить человека свободы воли. Приняв самостоятельное решение, Карл сбегает из больницы, находит Элисон и честно признается, что не хочет и не готов жить с ней, но любит её, а без волевого усилия и помощи философии никогда бы её не встретил, и дальше вёл бы скучную жизнь. Элисон прощает Карла и они возобновляют отношения.
В финале картины Терренс, выйдя к своим последователям, обнаруживает, что все люди пришли на семинар обнажёнными, так как Карл предложил им всем подарить свою одежду бездомным, на что они, согласно своей философии, сказали «да».

## В ролях
- Джим Керри — Карл Аллен
- Зоуи Дешанель — Элисон
- Брэдли Купер — Питер, лучший друг Карла
- Джон Майкл Хиггинс — Ник, знакомый Карла
- Рис Дарби — Норман, руководитель Карла
- Майли Флэнаган — Джанет
- Дэнни Мастерсон — Руни, друг Карла
- Фионнула Флэнаган — Тилли, соседка Карла
- Теренс Стэмп — Терренс Бандли
- Саша Александр — Люси, невеста Питера
- Молли Симс — Стефани, бывшая жена Карла
- Брент Бриско — Бродяга

## Производство

### Замысел
Фильм основан на биографической книге Денни Уолласа (Danny Wallace), британского писателя, продюсера и журналиста, который провёл год, отвечая только «да».
Сам автор снялся в роли-камео в сцене девичника.

### Съёмки
Специально для роли Джим Керри изучал основы корейского языка. Он отказался от дублёра в сцене прыжка с моста и совершил прыжок на тросе самостоятельно. Прыжок на тросе Джим Керри выполнил с того же моста, что и персонажи сериала «Клиника» (2001—2010) в одной из серий. Во время исполнения сцены в баре Джим Керри сломал три ребра.
Керри отказался от полагающегося ему гонорара за участие в фильме, запросив 36,2 % от сборов после того, как окупятся расходы на производство и маркетинг.

## Музыкальное сопровождение

### Саундтрек
1. Eels — Man Up
2. Eels — Bus Stop Boxer
3. Eels — To Lick Your Boots
4. Eels — The Good Old Days
5. Eels — The Sound Of Fear
6. Eels — Wooden Nickels
7. Eels — Flyswatter
8. Eels — Blinking Lights (For Me)
9. Eels — Somebody Loves You
10. Munchausen by Proxy (feat. Zooey Deschanel & Von Iva — Sweet Ballad)
11. Munchausen by Proxy (feat. Zooey Deschanel & Von Iva — Uh-Huh)
12. Munchausen by Proxy (feat. Zooey Deschanel & Von Iva — Keystar)
13. Munchausen by Proxy (feat. Zooey Deschanel & Von Iva — Yes Man)
14. Dinosaur Jr — In A Jar
15. Eels — Eyes Down
16. Eels — Theme From Blinking Lights
17. Eels — Your Lucky Day In Hell
18. Blackmore’s Night — Olde Mill Inn
19. Expatriate — The Spaces Between
20. Gallows — Staring At The Rude Bois
21. Journey — Separate Ways (Worlds Apart)
22. The Bravery — Swollen Summer
23. The Brothers Johnson — Stomp!
24. The Raconteurs — Old Enough
25. Third Eye Blind — Jumper
26. Bloc Party — Helicopter

## Прокат
В Индии, США и Швеции фильм вышел в прокат 19 декабря 2008 года, в Аргентине, России и Чехии — 15 января 2009 года, во Франции и на Филиппинах — 21 января 2009 года.

## Номинации и награды
2009 BMI Film Music Award
- Best Music — Lyle Workman

2009 Taurus World Stunt Awards
- Best Overall Stunt by a Woman — Monica Braunger (номинация)

2009 Artios Awards
- Best Casting — David Rubin & Richard Hicks (номинация)

2009 MTV Movie Awards
- Best Comedic Performance — Джим Керри

2009 Teen Choice Awards
- Choice Movie Actor — Comedy — Джим Керри (номинация)
- Choice Movie Rockstar Moment — Джим Керри (номинация)
- Choice Movie Hissy Fit — Джим Керри (номинация)
- Choice Movie: Comedy (номинация)

2009 Kid’s Choice Awards
- Favorite Movie Actor — Джим Керри (номинация)